# Palazzo Modello
Le Palazzo Modello est un bâtiment historique situé sur la Piazza Unità d'Italia à Trieste dans le Frioul-Vénétie Julienne en Italie.

## Histoire

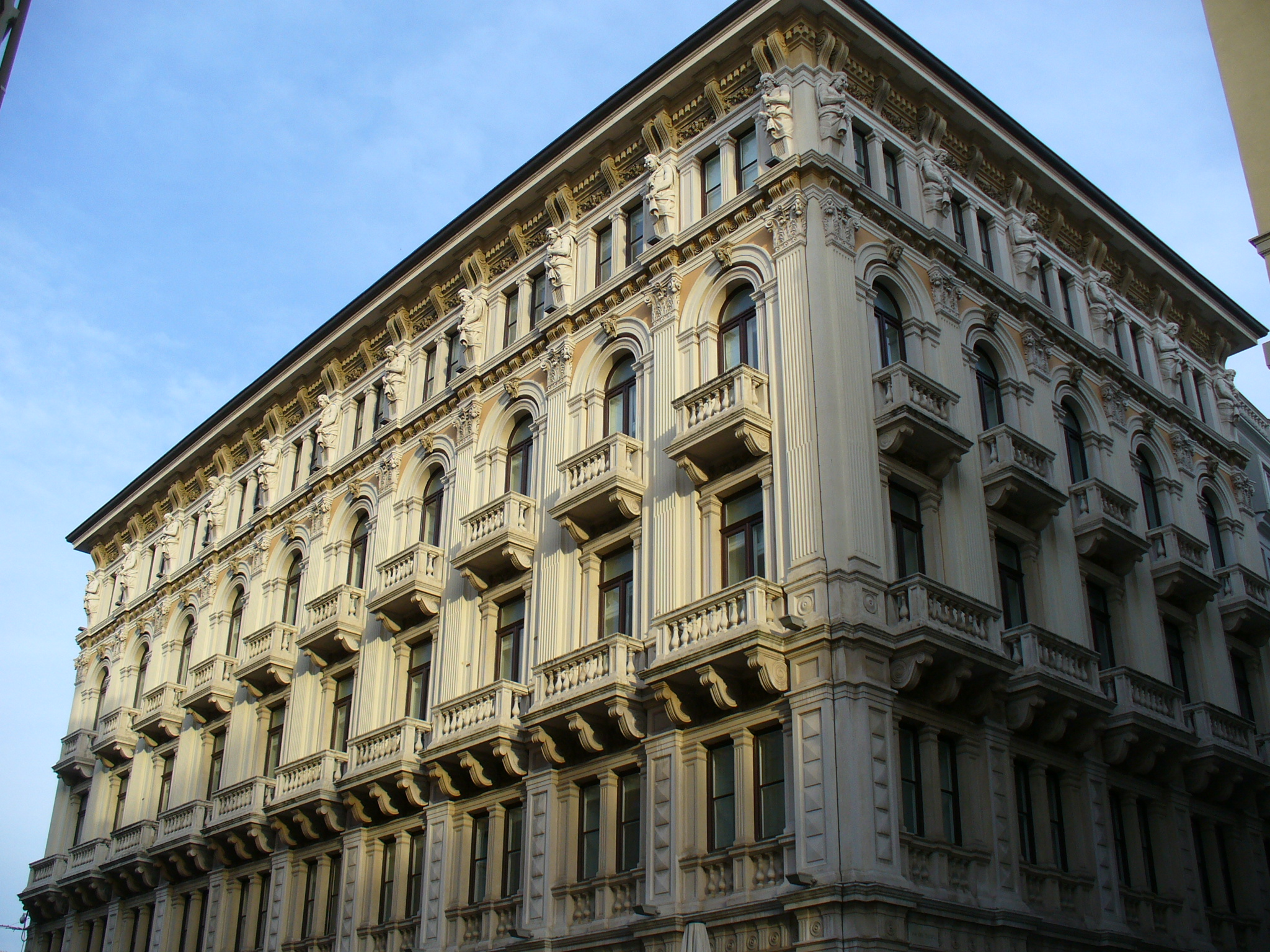
Elévations au coin de la Piazza et de la Via del Teatro.

Le palais, situé entre le Palazzo Stratti et l'hôtel de ville, est construit entre 1871 et 1872 lors du réaménagement urbain de la place. Le bâtiment est situé sur le site autrefois occupé par une chapelle médiévale tardive dédiée à saint Pierre, d'où dérive le nom original de Piazza San Pietro, et une église du XVIIe siècle dédiée à saint Roch,,.
À la suite de la démolition des deux édifices religieux en 1870, la municipalité de Trieste, propriétaire des lieux, charge l'architecte Giuseppe Bruni de concevoir un bâtiment qui servirait de modèle aux autres bâtiments qui seraient construits autour de la place dans les années suivantes. Le style éclectique des façades est en effet repris aussi bien dans l'Hôtel Garni (rebaptisé plus tard Hôtel Vanoli puis Grand Hotel Duchi d'Aosta) conçu l'année suivante par Eugenio Geiringer et Giovanni Righetti, que dans le Palazzo del Municipio construit sur un projet du même Giuseppe Bruni entre 1873 et 1875,,.
Le bâtiment est achevé en 1872 et initialement utilisé comme hôtel. L'Hôtel Delòrme, du nom du propriétaire français Antonio Delòrme, est à l'époque réputé pour ses prix abordables malgré ses chambres prestigieuses et raffinées,.
Après la fermeture de l'hôtel en 1912, la municipalité utilise les étages supérieurs pour ses bureaux, tandis que le rez-de-chaussée abrite des locaux commerciaux. Dans les années 2000, après qu'un incendie ait causé des dégâts considérables, la municipalité décide de vendre le bâtiment qui est racheté par la société de distribution de services Acegas - Aps. La société, devenue AcegasApsAmga en 2014, le rénove et y établit son siège social,,.

## Description
Le bâtiment se caractérise par trois façades décorées de manière similaire, qui donnent sur la Via del Teatro, le Capo di Piazza et la Piazza Unità d'Italia, tandis que le quatrième côté est adossé au Palazzo Stratti.
Le bâtiment se compose de quatre étages en plus du rez-de-chaussée, caractérisés par des styles différents. Les fenêtres des deuxième et troisième étages ont des terrasses soutenues par des corbeaux en volute. Entre les fenêtres, des lésènes sont décorés de bossages au niveau du rez-de-chaussée et du premier étage ; celles des deux étages supérieurs sont cannelées et se terminent par un chapiteau corinthien. Au dernier étage, à la place des lésènes, une série d'atlantes sont sculptées dans une curieuse position scabreuse, se touchant les organes génitaux. Les façades se terminent par une corniche ornée de motifs floraux,.